# Legia Warschau
Legia Warschau (Pools: Legia Warszawa, uitspraak: [ˈlɛɡʲa varˈʂava]), volledige naam Legia Warszawa Spółka Akcyjna, is een voetbalclub uit de Poolse hoofdstad Warschau. De club speelt in de Ekstraklasa, de hoogste voetbaldivisie in Polen.
De club is opgericht in 1916 als voetbalclub van de Poolse legioenen.
De clubkleuren zijn rood, wit, groen en zwart.
Sinds 1930 speelt Legia in het Stadion Wojska Polskiego (Poolse Legerstadion). Het stadion bevat 31.800 zitplaatsen.

## Geschiedenis

### Tijdens de Eerste Wereldoorlog

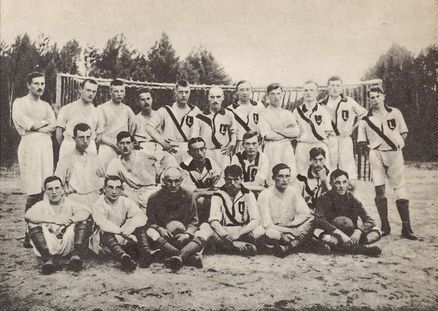
Legia Warschau (1916)

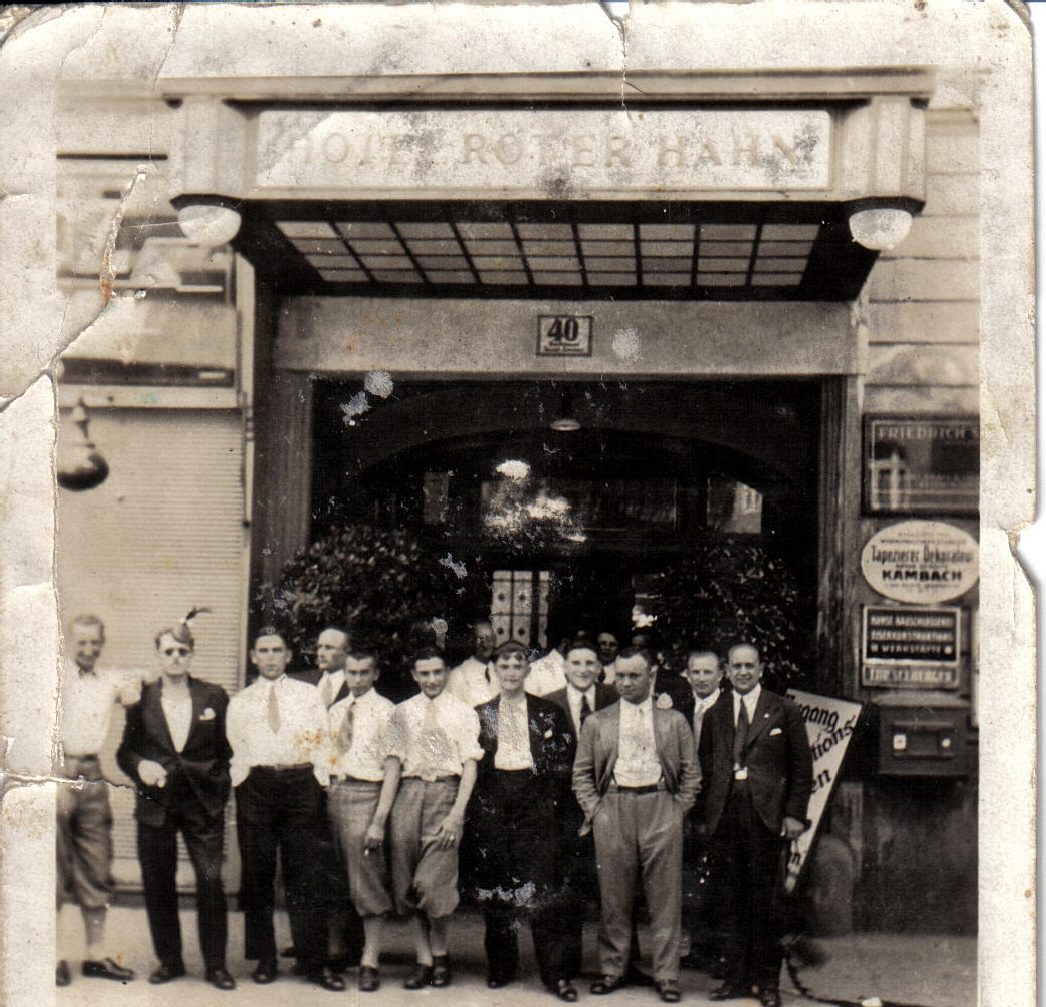
Spelers van buiten het hotel Roter Hahn in Wenen

Legia is ontstaan tussen 5 en 15 maart 1916 gedurende de militaire operaties van de Eerste Wereldoorlog aan het Oostfront, in de buurt van Maniewicze in Wolynië. Legia gold als een van de belangrijkste voetbalclubs van de Poolse Legioenen uit de Eerste Wereldoorlog. Het team begon zijn eerste trainingen echter al in 1915, in de stad Piotrków Trybunalski. Als gevolg van het Broesilov-offensief in juli 1916, werd de voetbalclub naar de hoofdstad Warschau verplaatst. Op 29 april 1917 speelde Legia de eerste wedstrijd in Warschau, tegen de lokale rivaal Polonia Warschau. De score eindigde in 1-1. Tot aan het eind van de oorlog speelde Legia negen wedstrijden, waarvan er zes gewonnen werden en drie in een gelijk spel eindigden. De eerste uitwedstrijd van Legia was tegen KS Cracovia, die eindigde in een 2-1 overwinning voor Legia. Dankzij deze overwinning op Cracovia, op dat moment titelhouder van de hoogste Poolse divisie, werd Legia de onofficiële kampioen van het land.

### Na de Tweede Wereldoorlog
Na de Tweede Wereldoorlog versterkte Legia haar team met veel nieuwe spelers en aan het eind van 1949 veranderde ze de naam, dit keer naar Centralny Wojskowy Klub Sportowy (Centrale Leger Sport Club). Uiteindelijk sloot Kazimierz Górski zich ook aan bij de club en werd een speler van zowel Legia als het Poolse nationale elftal.

### Jaren 70
De jaren 70 staan bekend als de Poolse gouden eeuw van het voetbal. Van de jaren 60 tot de jaren 70 beschikte Legia over goede voetballers als Jan Tomaszewski, Kazimierz Deyna en Robert Gadocha. In de Europa Cup van het seizoen ’69-’70 zette Legia een succesvolle reeks neer door het bereiken van de halve finale tezamen met Feyenoord, Celtic en Leeds United. In het volgende Europa Cup-seizoen, dat van ’70-’71, bereikte Legia de kwartfinales waarin ze verloren van Atlético Madrid.

### Jaren 80

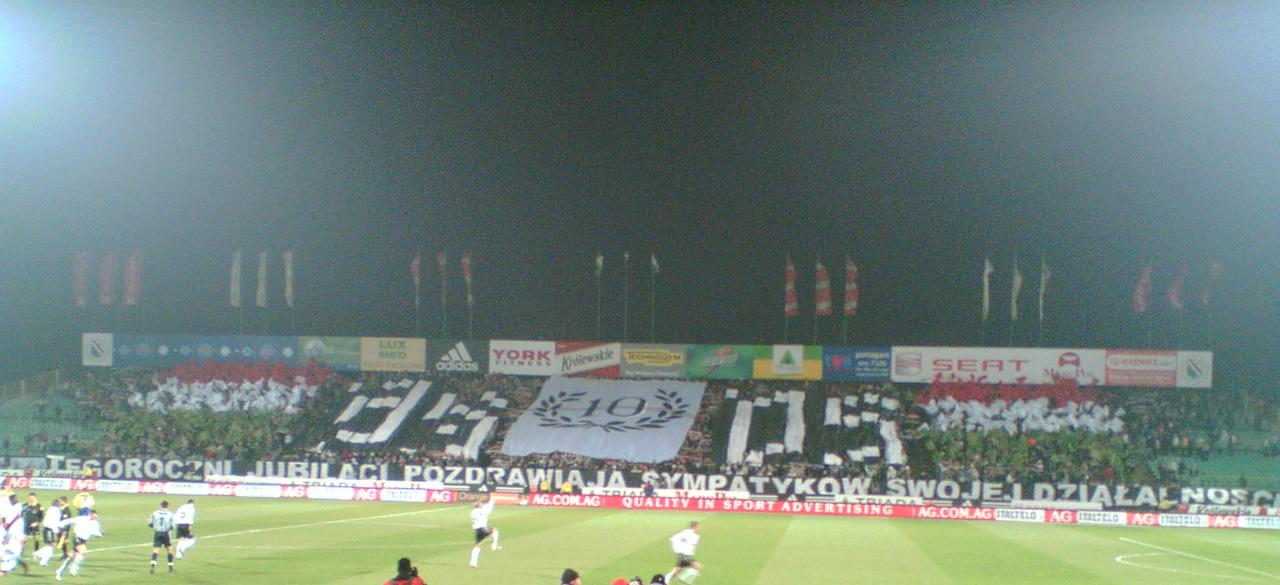
Stadion Wojska Polskiego

Hoewel de club vele grote spelers uit het nationale elftal tot zijn beschikking had, zoals Okoński, Dziekanowski, Janas, Majewski, Buncol, Wdowczyk, Kubicki, Kazimierski en vele anderen, had de club moeite met het winnen van een competitietitel. Echter, met dank aan het winnen van vier Poolse nationale bekers, kon het team toch mee doen in de Europese competities.
Een van de meest memorabele Europese wedstrijden vond plaats in de editie van de UEFA Cup van het seizoen ’85-’86. Na twee wedstrijden tegen Internazionale eindigend in een doelpuntloos gelijkspel verloor Legia in de extra tijd. In het volgende UEFA Cup-seizoen, ’86-’87, werd Legia weer ingeloot tegen Internazionale. Ditmaal werd er thuis met 3-2 gewonnen, maar door de 1-0 nederlaag in de uitwedstrijd volgde alsnog uitschakeling.
Legia won in 1989 zijn eerste Poolse supercup door Ruch Chorzów met 3-0 te verslaan.

## Sponsors
| Periode   | Kledingsponsor | Shirtsponsor |
| --------- | -------------- | ------------ |
| 1978-1990 | Adidas         | —            |
| 1990-1991 | Umbro          | Müller       |
| 1991      | Lotto          | Müller       |
| 1992-1995 | Adidas         | FSO          |
| 1995-1996 | Adidas         | Canal+       |
| 1996-2000 | Nike           | Daewoo       |
| 2001      | Adidas         | Daewoo       |
| 2001-2002 | Adidas         | Pol-Mot      |
| 2002-2003 | Adidas         | Kredyt Bank  |
| 2003-2008 | Adidas         | Królewskie   |
| 2008-2010 | Adidas         | n (Polen)    |
| 2010-2014 | Adidas         | Active Jet   |
| 2014-     | Adidas         | Fortuna      |

## Erelijst
| Competitie          | Aantal | Jaren |
| ------------------- | ------ | --- |
| Pools landskampioen | 15x    | 1955, 1956, 1969, 1970, 1994, 1995, 2002, 2006, 2013, 2014, 2016, 2017, 2018, 2020, 2021                               |
| Beker               | 20x    | 1955, 1956, 1964, 1966, 1973, 1980, 1981, 1989, 1990, 1994, 1995, 1997, 2008, 2011, 2012, 2013, 2015, 2016, 2018, 2023 |
| Liga Beker          | 1x     | 2002 |
| Poolse Supercup     | 4x     | 1989, 1994, 1997, 2008                                                                                                 |

## Legia Warschau in Europa

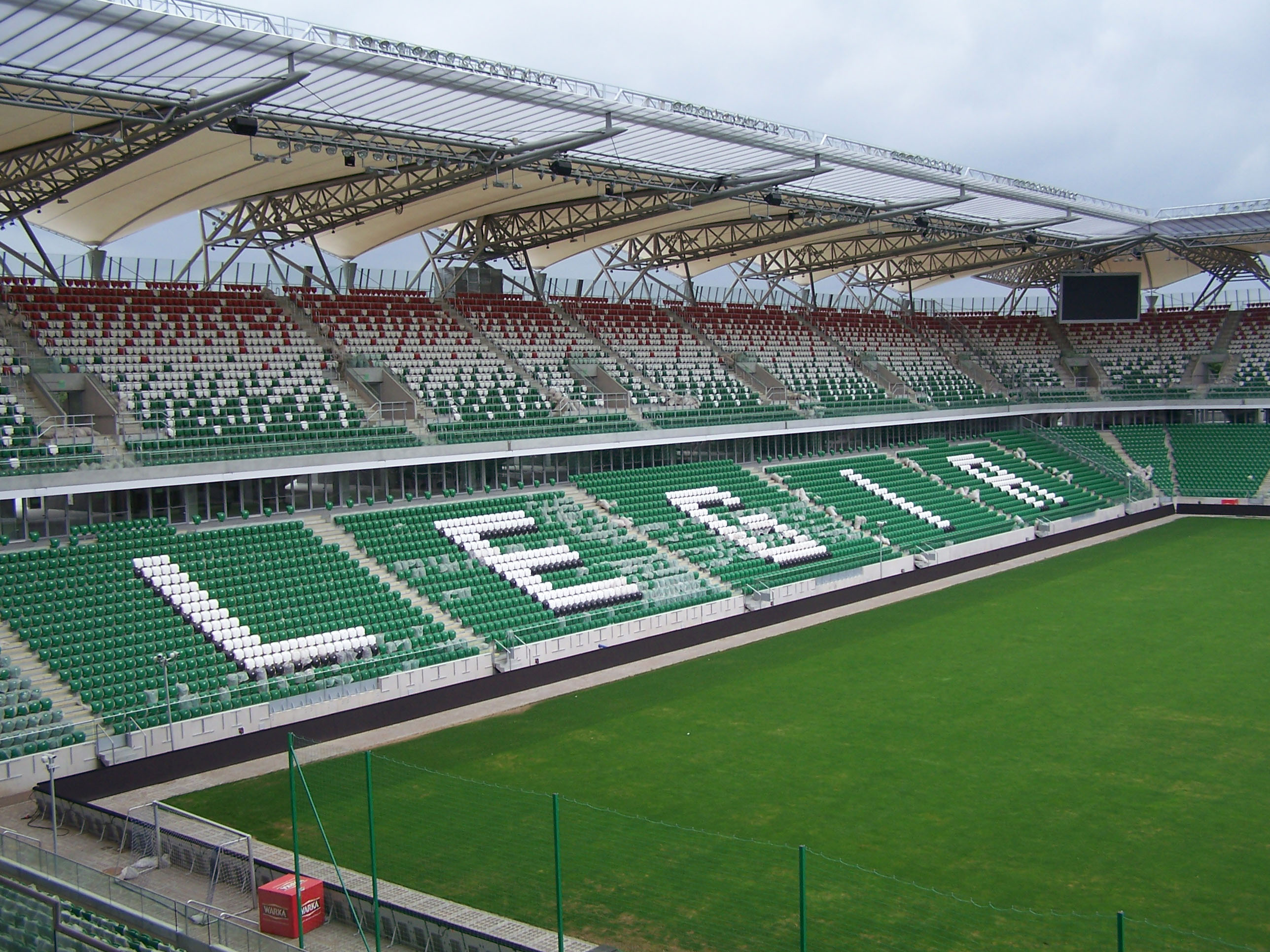
Stadion Wojska Polskiego

Legia Warschau speelt sinds 1956 in diverse Europese competities. Hieronder staan de competities en in welke seizoenen de club deelnam:
- Champions League (11x)

1994/95, 1995/96, 2002/03, 2006/07, 2013/14, 2014/15, 2016/17, 2017/18, 2018/19, 2020/21, 2021/22
- Europacup I (4x)

1956/57, 1960/61, 1969/70, 1970/71
- Europa League (13x)

2009/10, 2011/12, 2012/13, 2013/14, 2014/15, 2015/16, 2016/17, 2017/18, 2018/19, 2019/20, 2020/21, 2021/22, 2025/26
- Conference League (3x)

2023/24. 2024/25, 2025/26
- Europacup II (9x)

1964/65, 1966/67, 1972/73, 1973/74, 1980/81, 1981/82, 1989/90, 1990/91, 1997/98
- UEFA Cup (13x)

1971/72, 1974/75, 1985/86, 1986/87, 1988/89, 1996/97, 1999/00, 2001/02, 2002/03, 2004/05, 2005/06, 2006/07, 2008/09
- Intertoto Cup (1x)

2007
- Jaarbeursstedenbeker (1x)

1968/69

## Selectie 2024/25
| Nr.           | Naam                    | Nationaliteit         | Geboortedatum | Vorige club       |
| ------------- | ----------------------- | --------------------- | ------------- | ----------------- |
| Keepers       |                         |                       |               |                   |
| 77            | Vladan Kovačević        | Bosnië en Herzegovina | 11-04-1998    | Sporting CP       |
| 1             | Kacper Tobiasz          | Polen                 | 04-11-2002    | Eigen Jeugd       |
| 27            | Gabriel Kobylak         | Polen                 | 20-02-2002    | Eigen Jeugd       |
| 31            | Marcel Mendel-Dudzinski | Polen                 | 14-05-2005    | SL Benfica        |
| Verdedigers   |                         |                       |               |                   |
| 3             | Steve Kapuadi           | Frankrijk             | 30-04-1998    | Wisla Plock       |
| 24            | Jan Ziolkowski          | Polen                 | 05-06-2005    | Eigen Jeugd       |
| 12            | Radovan Pankov          | Servië                | 05-08-1995    | Rode Ster         |
| 42            | Sergio Barcia           | Spanje                | 31-12-2000    | CD Mirandés       |
| 56            | Jan Leszczynski         | Polen                 | 12-04-2007    | Eigen Jeugd       |
| 55            | Artur Jędrzejczyk       | Polen                 | 04-11-1987    | FK Krasnodar      |
| 19            | Rúben Vinagre           | Portugal              | 09-04-1999    | Sporting CP       |
| 23            | Patryk Kun              | Polen                 | 20-04-1995    | Raków             |
| 13            | Pawel Wszolek           | Polen                 | 30-04-1992    | Union Berlin      |
| 2             | Gabriël                 | 🇸🇾 Syria              | 15-02-2006    | Eigen Jeugd       |
| Middenvelders |                         |                       |               |                   |
| 22            | Juergen Elitim          | Colombia              | 13-07-1999    | Watford           |
| 6             | Maxi Oyedele            | Polen                 | 07-11-2004    | Manchester United |
| 8             | Rafal Augustyniak       | Polen                 | 14-10-1993    | FK Oeral          |
| 5             | Claude Gonçalves        | Portugal              | 09-04-1994    | Ludogorets        |
| 51            | Pascal Mozie            | Polen                 | 06-05-2008    | Eigen Jeugd       |
| 70            | Aleksander Wyganowski   | Polen                 | 11-06-2009    | Eigen Jeugd       |
| 25            | Ryoya Morishita         | Japan                 | 11-04-1997    | Nagoya Grampus    |
| 67            | Bartosz Kapustka        | Polen                 | 23-12-1996    | Leicester City    |
| 53            | Wojciech Urbanski       | Polen                 | 12-01-2005    | Eigen Jeugd       |
| 20            | Jakub Zewlakow          | Polen                 | 02-12-2006    | Eigen Jeugd       |
| Aanvallers    |                         |                       |               |                   |
| 82            | Luquinhas               | Brazilië              | 28-09-1996    | Fortaleza EC      |
| 21            | Vahan Bichakhchyan      | Armenië               | 09-07-1999    | Pogon Stettin     |
| 71            | Mateusz Szczepaniak     | Polen                 | 05-01-2007    | Eigen Jeugd       |
| 11            | Kacper Chodyna          | Polen                 | 24-05-1999    | Zaglebie Lubin    |
| 17            | Ilya Shkurin            | Wit-Rusland           | 17-08-1999    | Stal Mielec       |
| 9             | Omar al Soma            | Syria                 | 13-03-1996    | SK Dnipro-1       |
| 7             | Tomas Pekhart           | Tsjechië              | 26-05-1989    | Gaziantep FK      |

## Hoofdcoaches

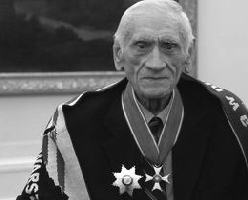
Kazimierz Górski – coach in de jaren 1959, 1960-1962 en 1981-1982

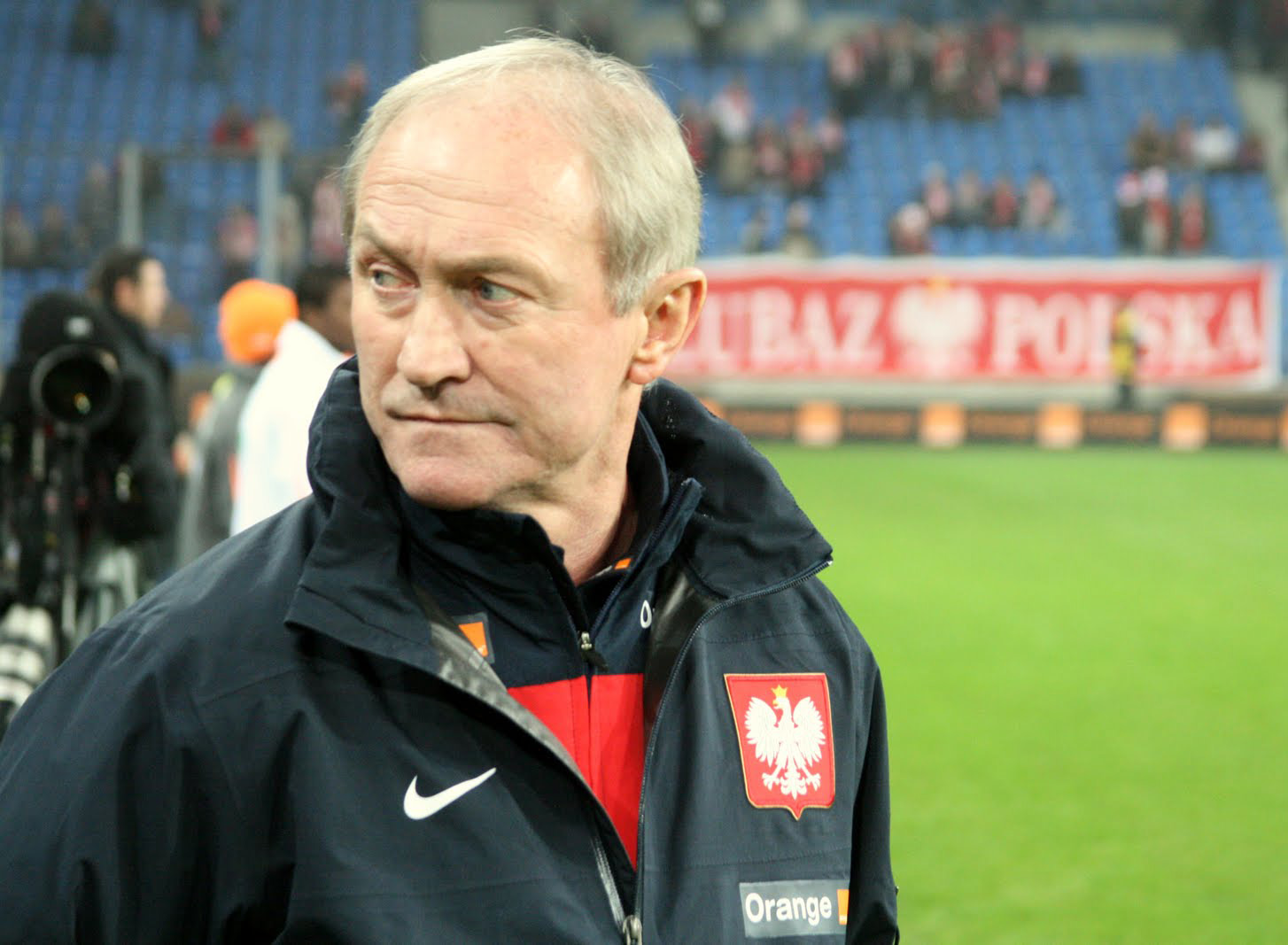
Franciszek Smuda – coach militaire in de jaren 1999-2001

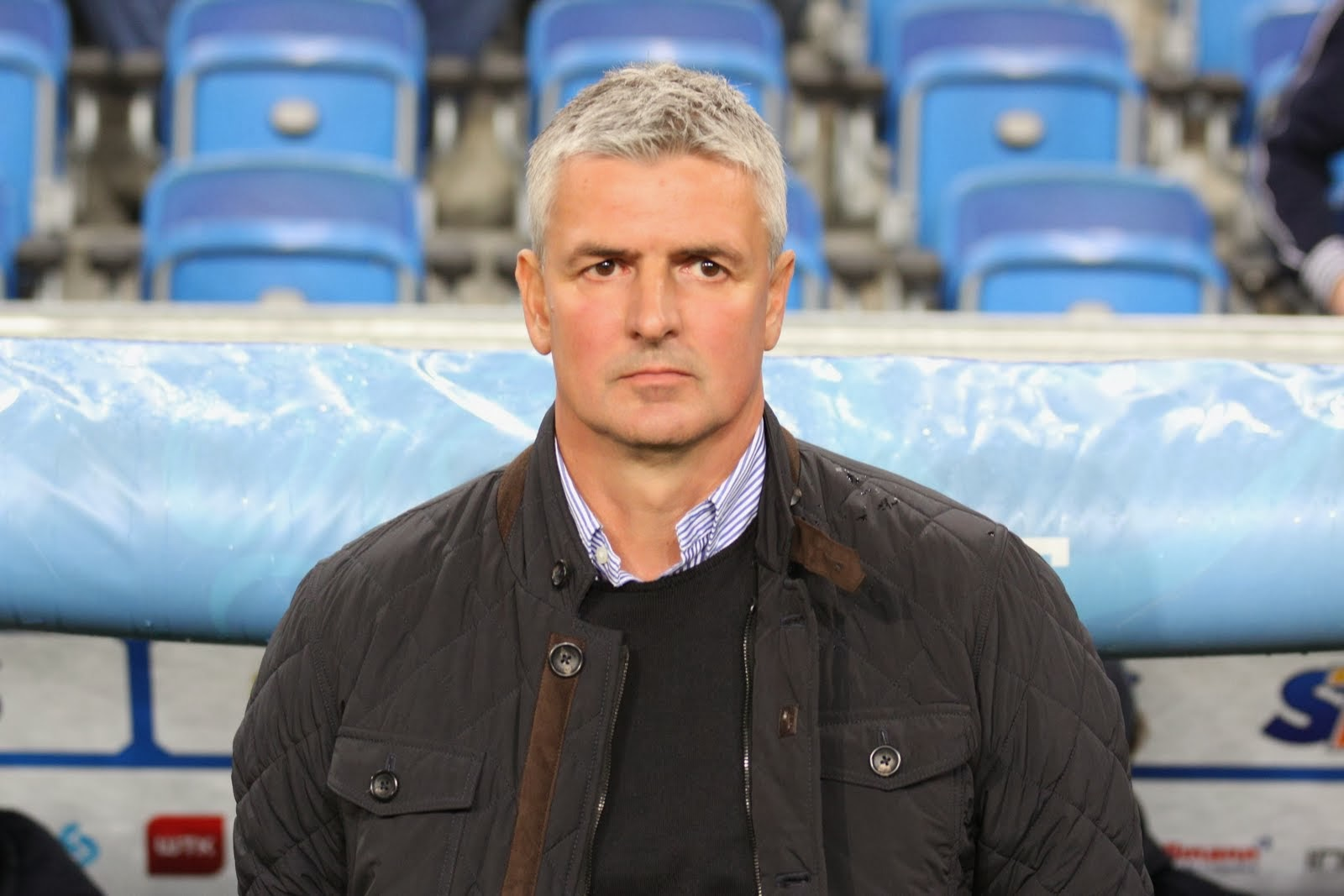
Dariusz Wdowczyk – coach militaire in de jaren 2005-2007

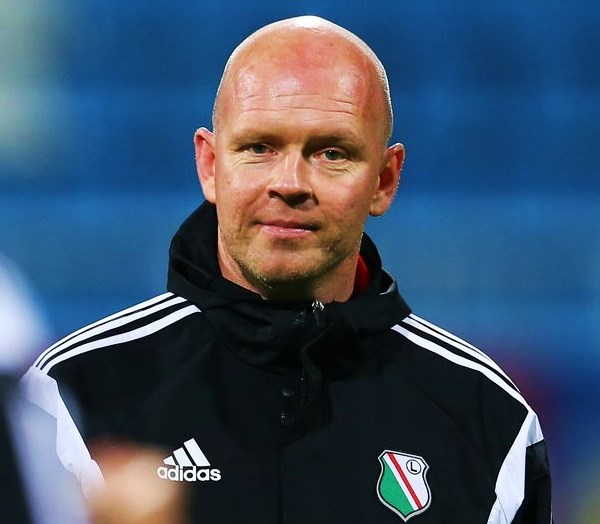
Henning Berg – coach militaire in de jaren 2014-2015

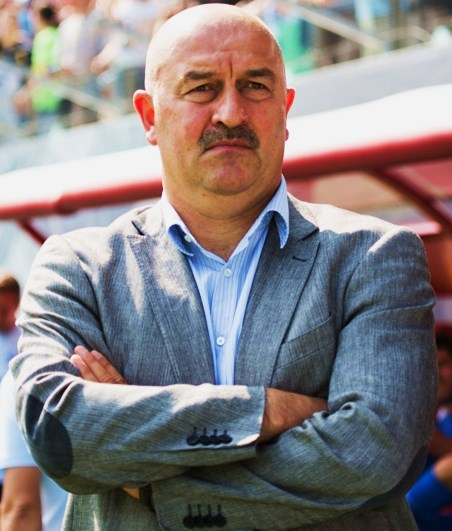
Stanislav Tsjertsjesov – coach militaire in de jaren 2015-2016

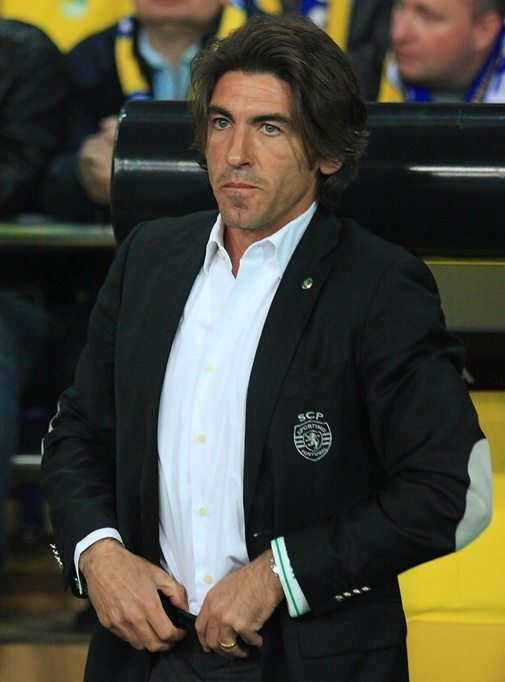
Ricardo Sá Pinto

| #   | Naam                                                 | Van        | Tot        |
| --- | ---------------------------------------------------- | ---------- | ---------- |
| 1.  | Jozef Ferenczi                                       | 01.12.1922 | 31.05.1923 |
| 2.  | Karl Fischer                                         | 17.05.1927 | 10.10.1927 |
| 3.  | Elemér Kovács                                        | 15.03.1928 | 15.11.1929 |
| 4.  | Józef Kałuża                                         | 01.05.1930 | 31.07.1930 |
| 5.  | Stanisław Mielech                                    | 01.07.1933 | 30.09.1933 |
| 6.  | Gustav Wieser                                        | 01.10.1933 | 14.10.1934 |
| 7.  | Karol Hanke                                          | 01.03.1936 | 01.11.1936 |
| 8.  | Stanisław Grządziel                                  | 1945       | 1946       |
| 9.  | František Dembický                                   | 15.03.1947 | 15.11.1947 |
| 10. | Edward Drabiński                                     | 15.02.1948 | 15.09.1948 |
| 11. | Marian Schaller                                      | 01.03.1949 | 30.06.1949 |
| 12. | Wacław Kuchar                                        | 01.07.1949 | 31.12.1953 |
| 13. | János Steiner                                        | 01.02.1954 | 31.12.1955 |
| 14. | Ryszard Koncewicz                                    | 02.01.1956 | 31.12.1958 |
| 15. | Kazimierz Górski                                     | 15.01.1959 | 15.04.1959 |
| 16. | Stjepan Bobek                                        | 15.04.1959 | 31.12.1959 |
| 17. | Kazimierz Górski                                     | 01.01.1960 | 03.12.1962 |
| 18. | Longin Janeczek                                      | 03.12.1962 | 31.12.1963 |
| 19. | Virgil Popescu                                       | 02.01.1964 | 30.06.1965 |
| 20. | Longin Janeczek                                      | 01.07.1965 | 30.06.1966 |
| 21. | Jaroslav Vejvoda                                     | 01.07.1966 | 30.06.1969 |
| 22. | Edmund Zientara                                      | 01.07.1969 | 04.07.1971 |
| 23. | Tadeusz Chruściński                                  | 04.07.1971 | 05.05.1972 |
| 24. | Lucjan Brychczy                                      | 05.05.1972 | 30.06.1973 |
| 25. | Jaroslav Vejvoda                                     | 01.07.1973 | 30.07.1975 |
| 26. | Andrzej Strejlau                                     | 01.07.1975 | 30.06.1979 |
| 27. | Lucjan Brychczy                                      | 01.07.1979 | 15.10.1980 |
| 28. | Ignacy Ordon                                         | 15.10.1980 | 30.06.1981 |
| 29. | Kazimierz Górski                                     | 01.07.1981 | 01.12.1982 |
| 30. | Jerzy Kopa                                           | 01.12.1982 | 30.06.1985 |
| 31. | Jerzy Engel                                          | 01.07.1985 | 27.08.1987 |
| 32. | Lucjan Brychczy                                      | 27.08.1987 | 30.11.1987 |
| 33. | Andrzej Strejlau                                     | 01.12.1987 | 30.06.1989 |
| 34. | Rudolf Kapera                                        | 01.07.1989 | 15.04.1990 |
| 35. | Lucjan Brychczy                                      | 15.04.1990 | 30.06.1990 |
| 36. | Władysław Stachurski                                 | 01.07.1990 | 20.08.1991 |
| 37. | Krzysztof Etmanowicz                                 | 20.08.1991 | 25.08.1992 |
| 38. | Janusz Wójcik                                        | 25.08.1992 | 07.01.1994 |
| 39. | Paweł Janas                                          | 08.01.1994 | 30.06.1996 |
| 40. | Władysław Stachurski                                 | 01.07.1996 | 30.06.1997 |
| 41. | Mirosław Jabłoński                                   | 01.07.1997 | 24.04.1998 |
| 42. | Jerzy Kopa en Stefan Białas                          | 24.04.1998 | 03.01.1999 |
| 43. | Stefan Białas                                        | 03.01.1999 | 10.06.1999 |
| 44. | Dariusz Kubicki                                      | 11.06.1999 | 24.09.1999 |
| 45. | Franciszek Smuda                                     | 24.09.1999 | 08.03.2001 |
| 46. | Krzysztof Gawara                                     | 08.03.2001 | 17.03.2001 |
| 47. | Dragomir Okuka                                       | 18.03.2001 | 13.06.2003 |
| 48. | Dariusz Kubicki                                      | 13.06.2003 | 01.10.2004 |
| 49. | Krzysztof Gawara, Jacek Zieliński en Lucjan Brychczy | 01.10.2004 | 31.12.2004 |
| 50. | Jacek Zieliński                                      | 01.01.2005 | 02.09.2005 |
| 51. | Dariusz Wdowczyk                                     | 02.09.2005 | 13.04.2007 |
| 52. | Jacek Zieliński                                      | 13.04.2007 | 04.06.2007 |
| 53. | Jan Urban                                            | 04.06.2007 | 14.03.2010 |
| 54. | Stefan Białas                                        | 14.03.2010 | 31.05.2010 |
| 55. | Maciej Skorża                                        | 01.06.2010 | 30.05.2012 |
| 56. | Jan Urban                                            | 30.05.2012 | 12.2013    |
| 57. | Henning Berg                                         | 01.01.2014 | 04.10.2015 |
| 58. | Stanislav Tsjertsjesov                               | 06.10.2015 | 02.06.2016 |
| 59. | Besnik Hasi                                          | 03.06.2016 | 18.09.2016 |
| 60. | Jacek Magiera                                        | 24.09.2016 | 13.09.2017 |
| 61. | Romeo Jozak                                          | 13.09.2017 | 14.04.2018 |
| 62. | Dean Klafurić                                        | 14.04.2018 | 1.08.2018  |
| 63. | Aleksandar Vuković                                   | 01.08.2018 | 13.08.2018 |
| 64. | Ricardo Sá Pinto                                     | 13.08.2018 | 31.03.2019 |
| 65. | Aleksandar Vuković                                   | 02.04.2019 | ?          |

## Spelers
- Jarosław Araszkiewicz
- Artur Boruc
- Andrzej Buncol
- Kazimierz Deyna
- Dariusz Dziekanowski
- Łukasz Fabiański
- Adam Fedoruk
- Roger Guerreiro
- Kazimierz Górski
- Paweł Janas
- Dawid Janczyk
- Roman Kosecki
- Wojciech Kowalczyk
- Wojciech Kowalewski
- Cezary Kucharski
- Stefan Majewski
- Marcin Mięciel
- Tomáš Necid
- Leszek Pisz
- Jerzy Podbrożny
- Marek Saganowski
- Grzegorz Szamotulski
- Maciej Szczęsny
- Wojciech Szczęsny
- Jakub Wawrzyniak
- Dariusz Wdowczyk
- Tomasz Wieszczycki
- Michał Żewłakow

## Vriendenband supporters met andere clubs

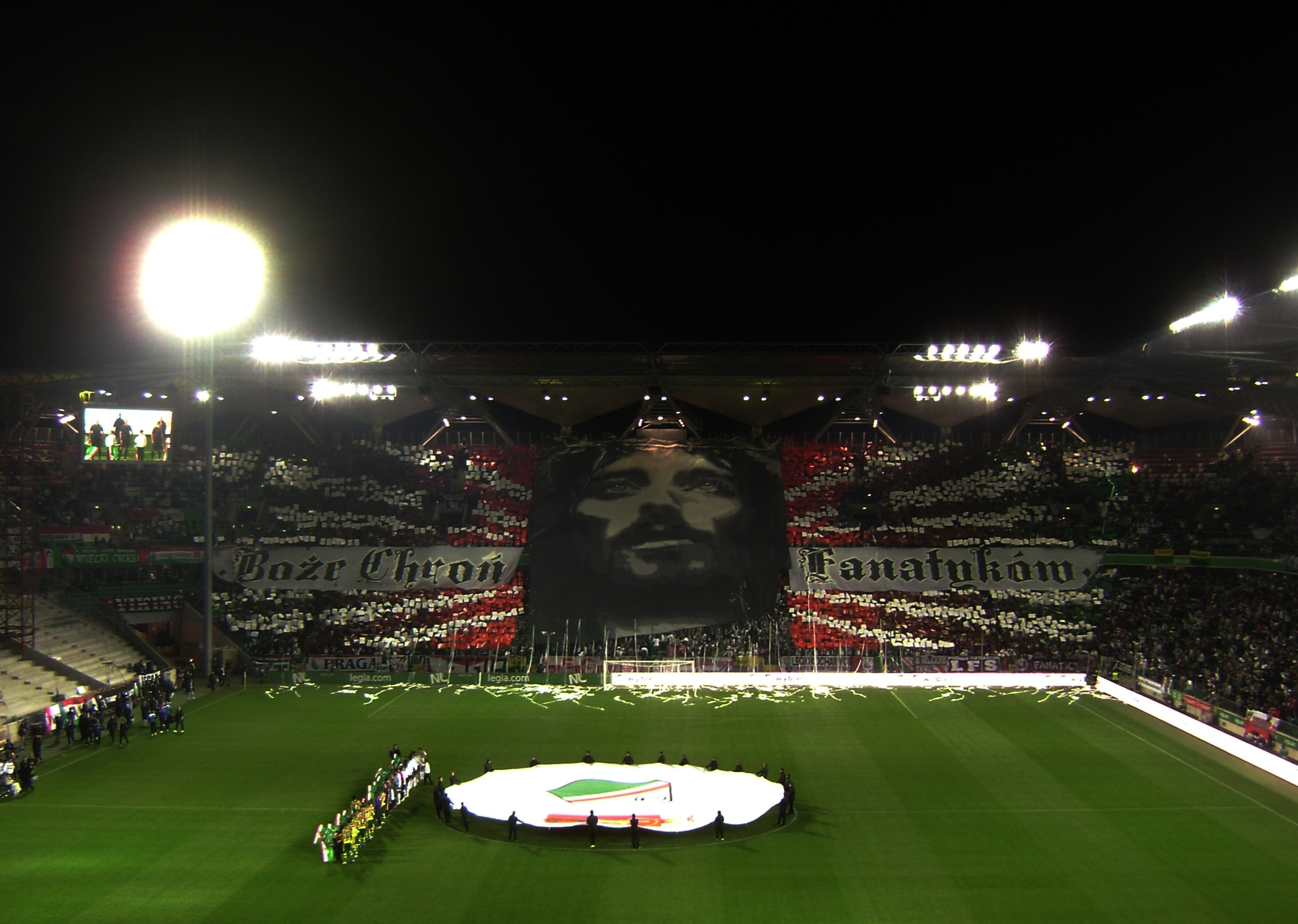
Supporters van Legia

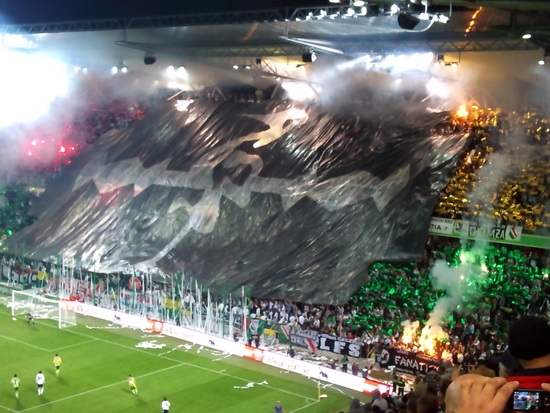
Supporters van Legia laten tijdens een sfeeractie de Haagse ooievaar zien, om de vriendschapsband te onderstrepen.

Supporters van Legia Warschau hebben een nauwe vriendenband met de clubs ADO Den Haag, Club Brugge en Juventus. Binnen Polen met Zagłębie Sosnowiec, Olimpia Elbląg en Radomiak Radom.